# コーシー–アダマールの定理
コーシー–アダマールの定理（コーシー–アダマールのていり、英語: Cauchy–Hadamard theorem）とは、複素解析学の定理の1つであり、フランスの数学者オーギュスタン・ルイ・コーシーとジャック・アダマールにちなんで命名された。

## 定理
一複素変数 z に関する、以下のような冪級数を考える。
{\displaystyle f(z)=\sum _{n=0}^{\infty }c_{n}(z-a)^{n}.}
ここで {\displaystyle a,c_{n}\in \mathbb {C} } とする。このとき、f の収束半径は以下のように与えられる。
{\displaystyle {\frac {1}{R}}=\limsup _{n\to \infty }{\big (}|c_{n}|^{\frac {1}{n}}{\big )}.}
ただし、上極限 (lim sup) は次のように定義される。
{\displaystyle \limsup _{n\to \infty }u_{n}:=\lim _{n\to \infty }\sup\{u_{k}:k\geq n\}.}
なお、supは上限を意味する。